# Vành răng trong khởi động

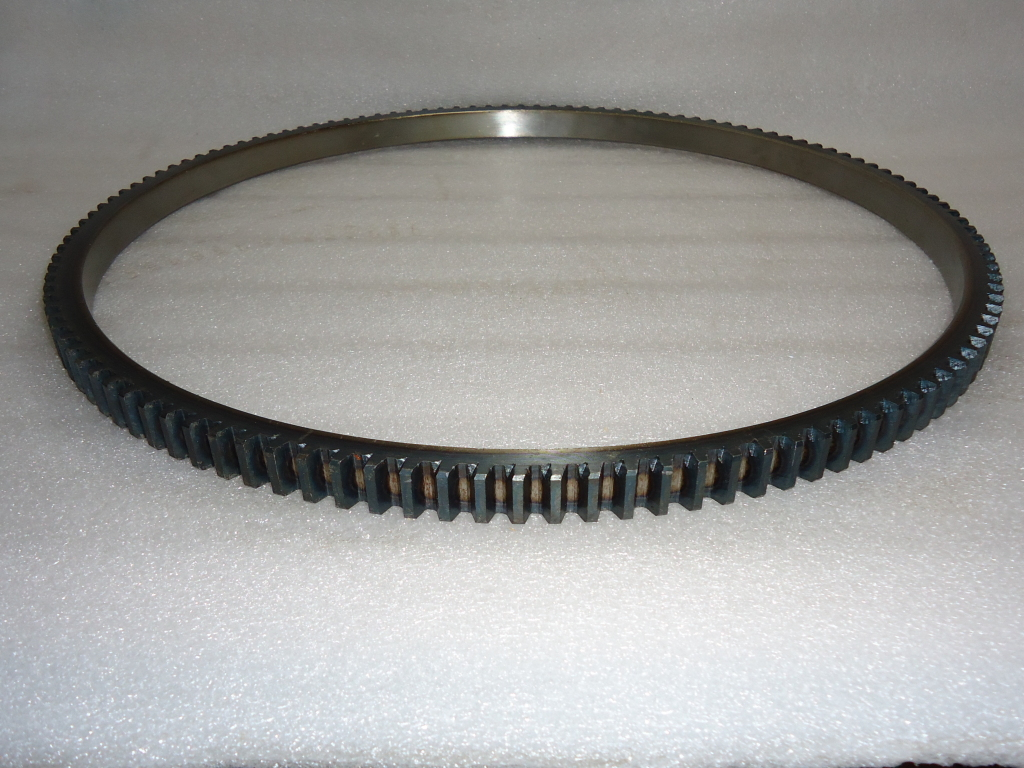
Vành răng trong khởi động

Vành răng trong khởi động hay còn gọi là bánh răng khởi động (tiếng Anh: starter ring gear) là một bộ phận của động cơ đốt trong, có chức năng truyền mô-men xoắn từ động cơ khởi động đến trục khuỷu để khởi động động cơ. Vành răng khởi động thường được làm từ thép cacbon trung bình.
Vành răng khởi động được gắn vào bánh đà hoặc đĩa uốn (flexplate) của động cơ. Răng của bánh răng được truyền động bởi bánh răng nhỏ hơn, được gọi là bánh răng truyền (pinion) của động cơ khởi động. Bánh răng truyền chỉ tiếp xúc với vành răng bánh đà khi khởi động. Khi động cơ bắt đầu vận hành bình thường, bánh răng truyền sẽ tách ra khỏi vành răng khởi động.

## Chế tạo
Vành răng khởi động thường được chế tạo bằng cách uốn một đoạn thanh thép hình vuông hoặc hình chữ nhật thành hình tròn và hàn hai đầu lại với nhau. Vành tròn này sau đó được gia công để tạo ra các bề mặt phẳng có đường kính trong và ngoài theo yêu cầu. Sau đó, người ta tạo ra răng bánh răng bằng cách sử dụng máy tiện răng, rồi đến quy trình vát, mài phoi vụn, và làm sạch răng bánh răng.

## Lắp đặt

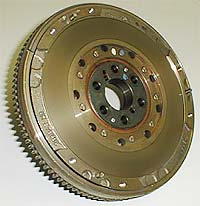
Vành răng trong khởi động được gắn với bánh đà

Đối với ô tô số sàn (manual transmission), vành răng trong khởi động được lắp vào đường kính ngoài của bánh đà. Vành răng thường được gắn cố định với bánh đà thông qua việc sử dụng khớp chèn răng. Người ta gắn vành răng vào bánh đà bằng cách gia nhiệt vành răng để giãn nở do nhiệt, sau đó đặt vào bánh đà.
Đối với ô tô số tự động (automatic transmission), hộp số khởi động thường được hàn vào bên ngoài của đĩa uốn.